# Disocactus
Disocactus és un gènere de cactus epífit natiu de Mèxic a Sud-amèrica.

## Taxonomia
- Disocactus ackermannii
- Disocactus aurantiacus
- Disocactus biformis
- Disocactus cinnabarinus
- Disocactus flagelliformis
- Disocactus ×hybridus
- Disocactus kimnachii
- Disocactus martianus
- Disocactus phyllanthoides
- Disocactus schrankii
- Disocactus speciosus

## Sinonímia
- Aporocactus Lem.
- Aporocereus Fric i Kreuz. (orth. var.)
- Bonifazia Standl. i Steyerm.
- Chiapasia Britton i Rose
- Disisocactus Kunze (orth. var.)
- Disocereus Fric i Kreuz. (orth. var.)
- Lobeira Alexander
- Mediocereus Fric i Kreuz. (orth. var.)
- Nopalxochia Britton i Rose
- Pseudonopalxochia Backeb.
- Trochilocactus Linding.
- Wittia K.Schum.
- Wittiocactus Rauschert